# 克罗地亚—保加利亚系列战争
克罗地亚—保加利亚系列战争（Croatian–Bulgarian Wars）指的是9至10世纪期間克罗地亚与保加利亚间爆发的三场冲突，克罗地亚与东法兰克王国、东罗马帝国（拜占庭帝国）结盟，共同对抗保加利亚第一帝国。最終克羅地亞獲勝，並且佔領了保加利亞一些領土。